# Katja Koukkula und Jussi Väänänen
Katja Koukkula und Jussi Väänänen sind ein finnisches Profi-Tanzpaar im Bereich Lateintänze. 

## Werdegang
Koukkula und Väänänen hatten bereits 15 Jahre lang als Amateure an Turnieren teilgenommen, bevor sie 2000 zum Profipaar aufstiegen. Seit 2005 nehmen sie nicht mehr an offiziellen Turnieren teil.   

### Turniererfolge
Als Amateure wurden die beiden Tänzer zwischen 1994 und 2000 sieben Mal in Folge finnische Meister und belegten auch den vierten Platz bei den Europameisterschaften. Während ihrer Phase als Profitänzer belegten sie vier Mal den ersten Platz bei den finnischen Meisterschaften. 2000 belegten sie zudem den ersten Platz beim Wettbewerb „British Open Rising Star“.

### Teilnahme am Eurovision Dance Contest
Am 25. August 2007 nahmen Koukkula und Väänänen an der finnischen Vorentscheidung zum Eurovision Dance Contest 2007 teil. Das Paar konnte sich gegen sieben weitere Tanzpaare durchsetzen und gewann damit das Recht, Finnland beim Eurovision Dance Contest 2007 zu vertreten. In London war das Paar sehr erfolgreich: Für ihre Rumba zu Carmen McRaes All in love is far und ihrem Paso Doble zu The unforgiven von Apocalyptica erhielten sie 132 Punkte und gewannen den Wettbewerb vor der Ukraine und Irland. 

### Sonstige Auftritte
Neben ihrer Tätigkeit als Turniertänzer traten Koukkula und Väänänen auch anderweitig auf: Beide spielten in der finnischen Version des Musicals Saturday Night Fever und wirkten auch als Profitänzer bei Tanssii tähtien kanssa, der finnischen Ausgabe von Strictly Come Dancing mit. Seit ihrem Rückzug aus dem Turniertanzsport 2005 treten sie weiterhin bei verschiedenen Veranstaltungen auf und wirken auch als Tanzlehrer und Choreographen bei verschiedenen Fernseh- und Bühnenproduktionen mit.